# Samuel Insull
Samuel Insull, född 11 november 1859, död 16 juli 1938, var en brittisk-amerikansk affärsman.
Samuel Insull kom tidigt i kontakt med Thomas Edison, som efter ett besök i London 1881 tog honom över till USA som sin sekreterare. Insull blev snart kommersiell ledare för Edisons alla företag i gas-, elektricitets- och järnvägsbranschen, från 1907 The Commonwealth Edison Company. Vid USA:s inträde i första världskriget var Insull en av landets ledande finansmän. Krisen 1930–1931 medförde en våldsam baisse även för Edisonkoncernen, och 1932 skildes Insull från ledningen av densamma. Efter en föga överlagd flykt till Europa ställdes Insull inför rätta i Chicago 1934–1935 men frikändes från ansvar.